# Тамагочи
Тамагочи (на японски: たまごっち) е джобен виртуален домашен любимец, създаден в Япония от Акихиро Йокои и Аки Маита.
Пуснат е на пазара от компанията Бандай на 23 ноември 1996 г. в Япония и по света на 1 май 1997 г. След това бързо се превръща в една от най-големите краткотрайни моди при играчките към края на 1990-те и началото на 2000-те години. Към 2010 г. са продадени над 76 милиона тамагочита по света. Повечето тамагочита представляват малък яйцевиден компютър с интерфейс, включващ три бутона. По думите на Бандай името на играчката е комбинация от японски тамаго (たまご), означаващо „яйце“, и уочи (ウオッチ), означаващо „часовник“.
Виртуалният домашен любимец преминава през няколко етапа на развитие през жизнения си цикъл. Всеки етап продължава определено време, в зависимост от модела на играчката, като при преминаване към нов етап се издава звук, а видът на домашния любимец се променя. Той може да „умре“ от недостатъчни грижи, напреднала възраст, болест, а в някои версии и от хищници.